# Abarema curvicarpa var. rodriguesii
Abarema curvicarpa var. rodriguesii là một thứ của cây họ đậu Abarema curvicarpa, được tìm thấy duy nhất tại Khu bảo tồn rừng Adolfo Ducke gần Manaus ở Brasil.